# Vụ Sức khỏe Bà mẹ - Trẻ em (Việt Nam)
Vụ Sức khỏe Bà mẹ - Trẻ em là cơ quan trực thuộc Bộ Y tế, có chức năng tham mưu, giúp Bộ trưởng Bộ Y tế thực hiện quản lý nhà nước về chăm sóc sức khỏe sinh sản và chăm sóc sức khỏe bà mẹ, trẻ em bao gồm: Chăm sóc sức khỏe bà mẹ; chăm sóc sức khỏe trẻ sơ sinh và trẻ em; dinh dưỡng bà mẹ, trẻ em; dịch vụ chuyên môn, kỹ thuật khám bệnh, chữa bệnh chuyên ngành phụ sản; sức khỏe sinh sản vị thành niên và thanh niên, sức khỏe sinh sản nam giới và người cao tuổi; phòng, chống nhiễm khuẩn và ung thư đường sinh sản; phòng, chống các bệnh lây truyền từ cha mẹ sang con; xác định lại giới tính; dự phòng và điều trị vô sinh.
Vụ Sức khỏe Bà mẹ - Trẻ em thành lập ngày 27/12/2007, trên cơ sở đổi tên từ Vụ Sức khỏe sinh sản theo Nghị định 188/2007/NĐ-CP ngày 27/12/2007 của Chính phủ.
Chức năng, nhiệm vụ, quyền hạn và cơ cấu tổ chức của Vụ Sức khỏe Bà mẹ - Trẻ em được quy định tại Quyết định số 3959/QĐ-BYT ngày 28/6/2018 của Bộ trưởng Bộ Y tế.

## Nhiệm vụ và quyền hạn
Theo Điều 2, Quyết định số 3959/QĐ-BYT ngày 28/6/2018 của Bộ trưởng Bộ Y tế, Vụ Sức khỏe Bà mẹ - Trẻ em có các nhiệm vụ, quyền hạn chính:
- Chủ trì hoặc phối hợp xây dựng, sửa đổi, bổ sung các văn bản quy phạm pháp luật, chiến lược, chính sách, quy hoạch, kế hoạch, các chương trình, đề án, dự án liên quan đến lĩnh vực thuộc phạm vi quản lý nhà nước của Vụ trình cấp có thẩm quyền ban hành.
- Chủ trì tổ chức thẩm định, trình cấp có thẩm quyền cho phép áp dụng các phương pháp mới, kỹ thuật mới thuộc chuyên ngành phụ sản, sức khỏe sinh sản lần đầu tiên áp dụng ở Việt Nam theo quy định của pháp luật.
- Chủ trì tổ chức thẩm định, trình Bộ trưởng Bộ Y tế quyết định công nhận các cơ sở y tế đủ điều kiện thực hiện kỹ thuật thụ tinh trong ống nghiệm, kỹ thuật mang thai hộ vì mục đích nhân đạo và quyết định cho phép các cơ sở y tế trực thuộc Bộ Y tế được thực hiện can thiệp y tế để xác định lại giới tính theo quy định của pháp luật.
- Làm đầu mối tham mưu xây dựng, củng cố, hoàn thiện hệ thống tổ chức chăm sóc sức khỏe sinh sản và chỉ đạo hỗ trợ chuyên môn, chuyển giao kỹ thuật chuyên ngành phụ sản.
- Làm đầu mối trình Bộ trưởng thành lập các Hội đồng chuyên môn của Bộ Y tế để xác định các sai sót chuyên môn kỹ thuật, sự cố y khoa trong thực hiện các dịch vụ chuyên môn, kỹ thuật chuyên ngành phụ sản.
- Xây dựng cơ sở dữ liệu và thống kê theo dõi, báo cáo các chỉ số về lĩnh vực chăm sóc sức khỏe bà mẹ, trẻ em và chăm sóc sức khỏe sinh sản.
- Tham gia trong việc thẩm định, cấp, cấp lại, điều chỉnh, đình chỉ, thu hồi chứng chỉ hành nghề đối với người hành nghề y và giấy phép hoạt động các cơ sở khám bệnh, chữa bệnh chuyên ngành phụ sản theo quy định của pháp luật.
- Tham gia việc xây dựng các danh mục thuốc sử dụng trong các dịch vụ chuyên môn, kỹ thuật chuyên ngành phụ sản; tham gia kiểm tra việc kê đơn, sử dụng thuốc hợp lý, an toàn và hiệu quả trong khám bệnh, chữa bệnh chuyên ngành phụ sản.
- Thực hiện các nhiệm vụ khác do Bộ trưởng Bộ Y tế giao.

## Cơ cấu tổ chức[4]
- Vụ trưởng: Đinh Anh Tuấn[5]
- Phó Vụ trưởng:

1. Trần Đăng Khoa[6]
2. Tống Trần Hà[7]